# 膀胱果
膀胱果（学名：Staphylea holocarpa）为省沽油科省沽油属下的一个种。

## 扩展阅读
維基物種上的相關：膀胱果